# سیارک ۲۵۶۵۸
سیارک ۲۵۶۵۸ (به انگلیسی: 25658 Bokor، نامگذاری:2000AE88)۲۵۶۵۸مین سیارک کشف شده‌است که در ۰۵ ژانویه ۲۰۰۰ کشف شد.